# مارتين باياريس
مارتين باياريس (بالإسبانية: Martín Payares)‏ هو لاعب كرة قدم كولومبي في مركز الدفاع، ولد في 27 مارس 1995 في Majagual, Sucre ‏ في كولومبيا. لعب مع إنديبنديينتي سانتا في.

## وصلات خارجية
- مارتين باياريس على موقع قاعدة بيانات كرة القدم.إي يو (الإنجليزية)
- مارتين باياريس على موقع Soccerway.com (الإنجليزية)
- مارتين باياريس على موقع AS.com (الإسبانية)